# Коричневый чирок
Коричневый чирок (лат. Spatula cyanoptera) — вид небольших уток из семейства утиных (Anatidae).

## Описание
У взрослого селезня коричнево-красная голова и коричневая спина, красные глаза и темный клюв. У взрослой самки тело крапчато-коричневое, бледно-коричневая голова, коричневые глаза и серый клюв; внешне она очень похожа на самку синекрылого чирка, несмотря на это общая окраска у неё более яркая, опознавательные пятна, глазные линии и круги вокруг глаз выражены менее отчетливо. Её клюв длиннее и более вытянутый. Молодой селезень похож на самку или на синекрылого чирка, но глаза у него красные. Длина коричневых чирков 16 дюймов, размах крыльев 22 дюйма, а вес 14 унций. Взрослые птицы линяют два раза за год, третья линька бывает на первом году жизни.

## Распространение
Местом обитания коричневых чирков являются болота и пруды западной части Соединенных Штатов Америки и юго-западной окраины Канады, изредка они посещают восточное побережье Соединенных Штатов. Коричневый чирок обычно выбирает каждый год новую самку. Коричневые чирки совершают перелет в середине зимы в северную часть Южной Америки и Карибского бассейна, обычно не мигрируя так далеко, как это делает голубокрылый чирок в некоторые зимы из Калифорнии и Юго-Западной Аризоны. Известны случаи скрещивания с голубокрылым чирком.

## Питание
Эти птицы находят корм на поверхности воды. Главным образом, они едят растения, их рацион может включать моллюсков и водных насекомых.

## Классификация
Международный союз орнитологов выделяет пять подвидов:
- Spatula cyanoptera septentrionalium водится в Британской Колумбии и северо-западной части Нью-Мексико, а зимой в северо-западной части Южной Америки.
- Spatula cyanoptera tropica встречается в Cauca Valley и Magdalena Valley в Колумбии.
- Spatula cyanoptera borreroi (возможно вымерший) встречается в Восточных Андах в Колумбии, судя по записям, постоянный обитатель Северного Эквадора.
- Spatula cyanoptera orinoma встречается в Altiplano в Перу, Северном Чили и Боливии.
- Spatula cyanoptera cyanoptera встречается в Южном Перу, Южной Бразилии, Аргентине, Чили и на Фолклендских островах.